# Episema alba
Episema alba är en fjärilsart som beskrevs av Fernándes 1918. Episema alba ingår i släktet Episema och familjen nattflyn. Inga underarter finns listade i Catalogue of Life.